# Luptele de la Cicârlău, Giurtelecu Hododului, Țigani și Ciucea din 15-16 aprilie 1919
Luptele de la Cicârlău, Giurtelecu Hododului, Țigani și Ciucea din 15-16 aprilie 1919 au reprezentat un complex de acțiuni militare de luptă de nivel tactic de intensitate deosebită, care au opus în zilele de 15-16 aprilie 1919 pe valea Someșului la Cicârlău, la Giurtelecu Hododului, la Țigani și pe valea Crișului Repede la Ciucea, trupe maghiare atacatoare celor românești, aflate în defensivă. Respectivele lupte – al căror rezultat final a fost favorabil trupelor române – au precedat cu puțin timp înainte Ofensiva Armatei României din aprilie 1919 și s-au desfășurat la sfârșitul perioadei de ocupare a celui de-al treilea aliniament al liniei de demarcație din Transilvania.

## Desfășurare
Atacurile s-au produs în sectoare diferite ale frontului asupra posturilor românești înaintate din sectoarele diviziilor 2 Cavalerie (respectiv a Brigăzii 3 Roșiori la Cicârlău), 7 Infanterie (Giurtelecu Hododului și Țigani) și 6 Infanterie (Ciucea).
Ele au fost declanșate în noaptea de 15 spre 16 aprilie 1919. După o prealabilă pregătire de artilerie, posturile românești situate la nord-vest de Cicârlău au fost inițial respinse. După intervenția rezervelor locale, aceste posturi și-au reocupat poziția. Atacurile pe aliniamentul Cicârlău – Ardusat au continuat și în ziua de 16 aprilie, dar au fost și acestea respinse. Tot în cursul nopți de 15 spre 16 aprilie, au fost atacate și posturile din zonele Giurtelecul Hododului, Țigani și cele situate la nord de Ciucea. Ca urmare a lor, au intervenit în luptă rezervele de sector. Pozițiile trupelor române au fost astfel menținute.

Districtele în care s-au desfăşurat atacurile din 15-16 aprilie 1919
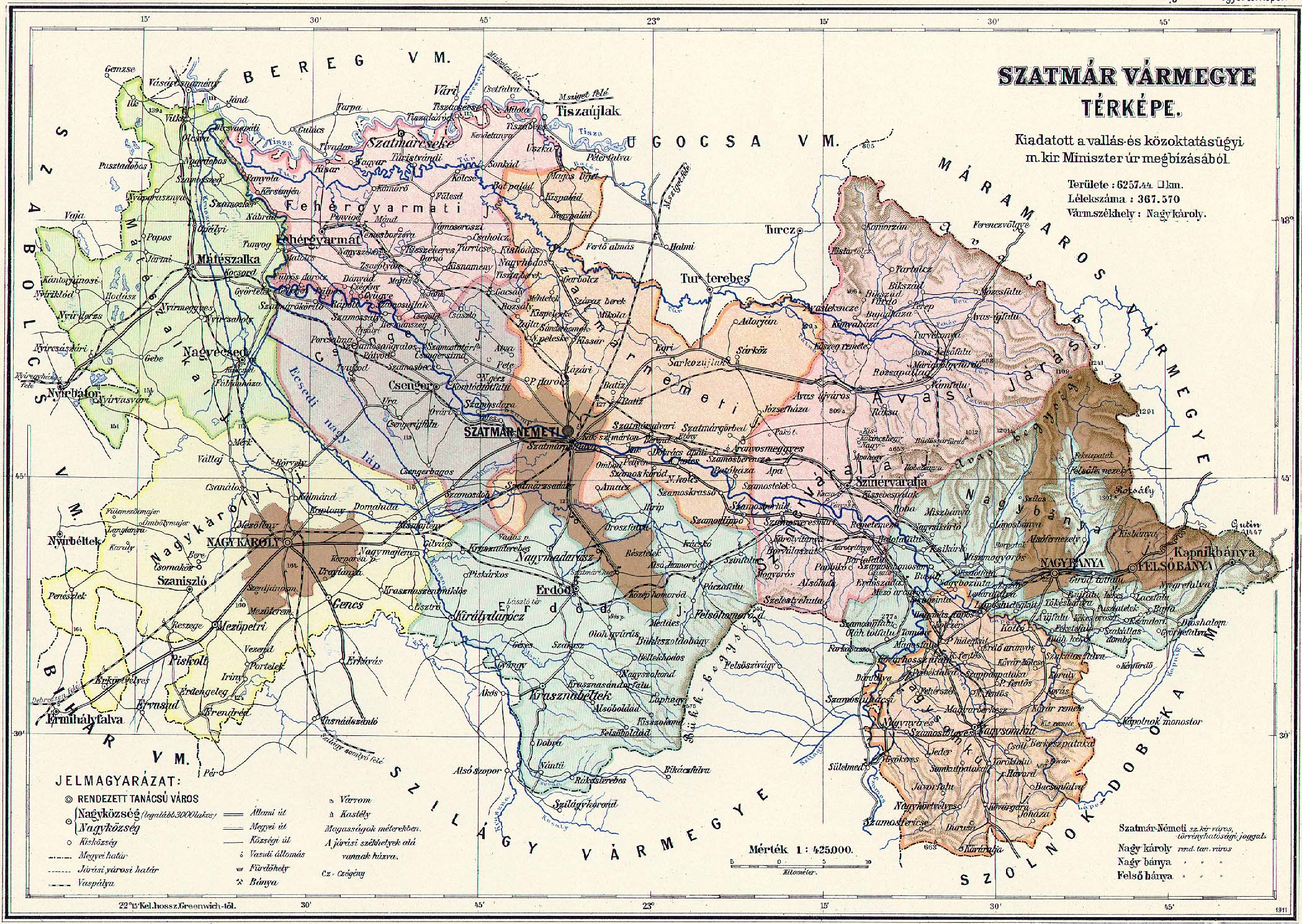
Comitatul Sătmar – Districtul Baia Mare
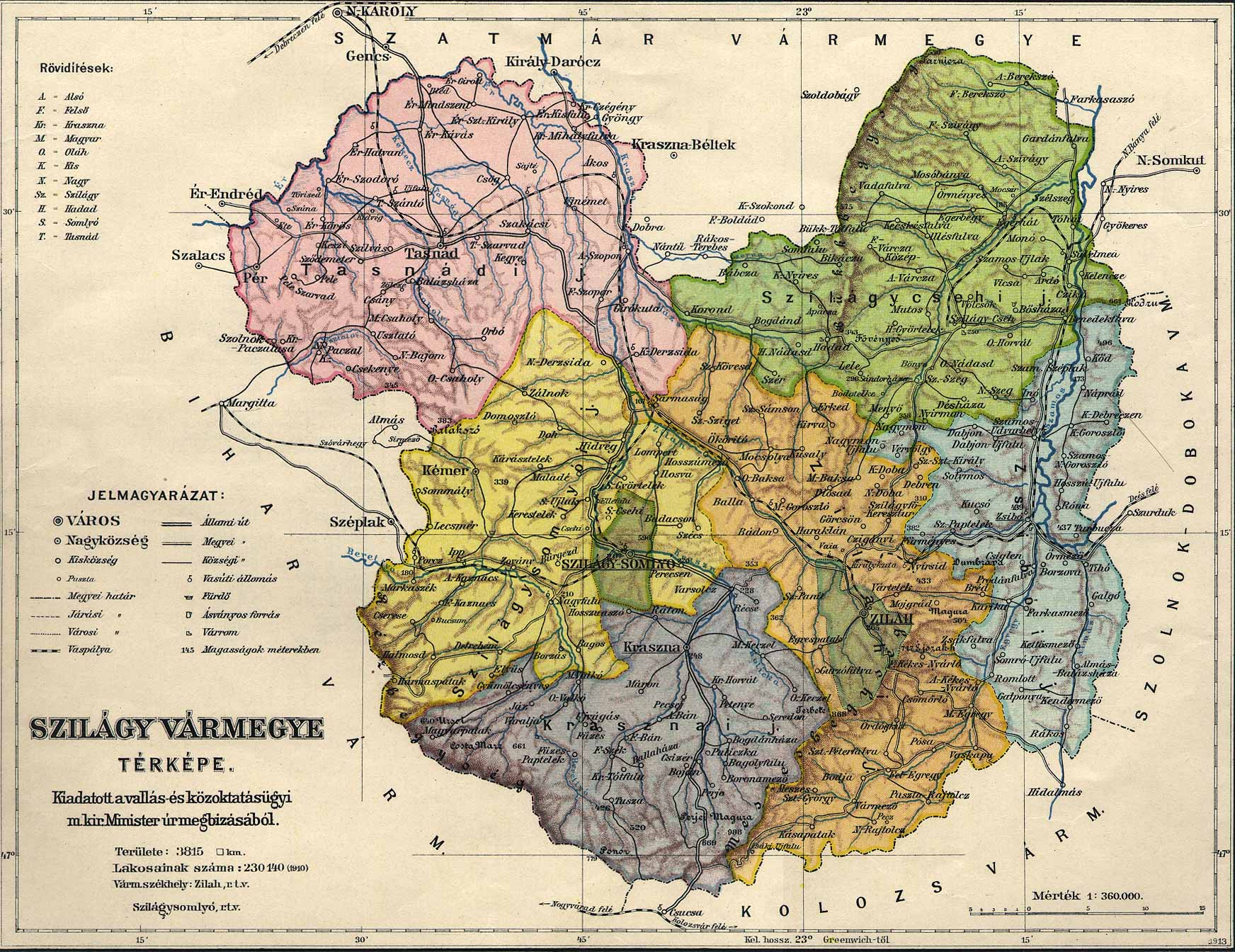
Comitatul Sălaj – Districtele Cehu Silvaniei şi Zalău
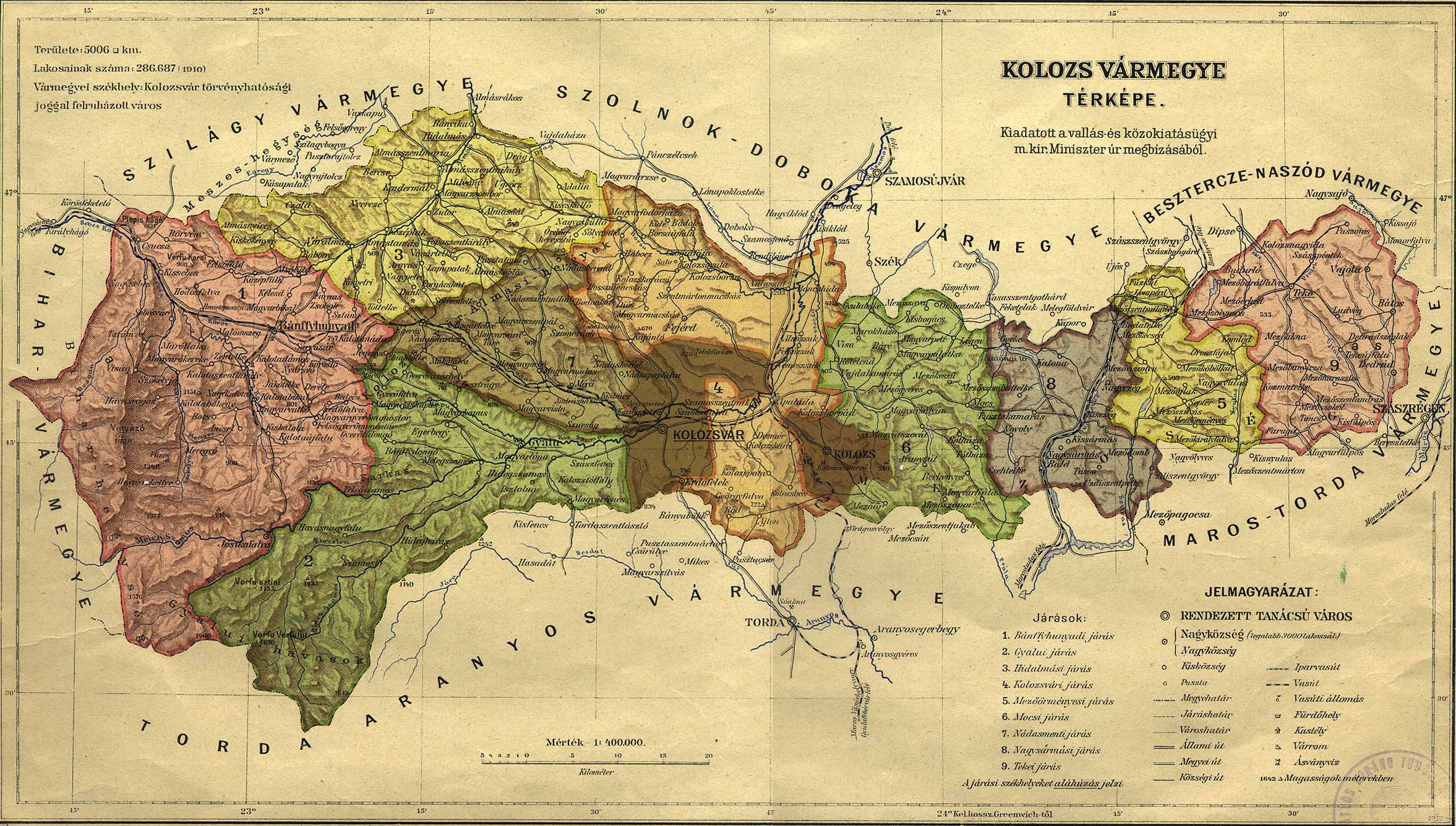
Comitatul Cluj – Districtul Huedin

## Caracter
Atacurile respective nu pot fi încadrate într-o acțiune ofensivă a trupelor ungare ci într-una de provocare. De asemenea, nu există – din punct de vedere istoric – probe temeinice care să susțină punctul de vedere conform căruia, ofensiva ulterioară a trupelor române declanșată la 16 aprilie 1919 a fost de fapt o contraofensivă, respectiv o replică dată atacurilor maghiare din zilele de 15-16 aprilie. Cu toate acestea, atacurile ungare menționate au putut oferi totuși o motivație armatei române pentru acțiunea ofensivă, care acțiune a fost pregătită însă anterior de desfășurarea respectivelor acte de agresiune militară maghiară.